# Karl Aegerter
Karl Aegerter (* 16. März 1888 in Basel; † 5. Dezember 1969 ebenda) war ein Schweizer Maler, Zeichner, Grafiker, Illustrator und Politiker.

## Leben und Werk
Karl Aegerter wuchs in armen Verhältnissen auf und musste im Alter von sieben Jahren als Verdingbub arbeiten. Er wollte wie sein älterer Bruder August Samuel (1878–1971) Künstler werden. Aegerter arbeitete in Fabriken und auf Baustellen, bevor er eine Lehre als Dekorationsmaler absolvierte. Ab 1905 besuchte er die Malschule von Heinrich Knirr an der Akademie der Bildenden Künste München. Aegerter zog 1924 aus gesundheitlichen Gründen nach Graubünden und widmete sich dort der Landschaftsmalerei. Zudem unternahm er Studienreisen nach Wien, Budapest, Berlin, Dresden und Sachsen. Dank eines Stipendiums der öffentlichen Kunstsammlung Basel reiste er nach Rom und Italien. 1927 hielt sich Aegerter in Brüssel und 1928 in Paris auf.
Als Maler zählte Aegerter zur Basler Künstlergruppe der Dunkeltonigen. Zu dieser Gruppe gehörten Otto Roos, Paul Basilius Barth, Jean Jacques Lüscher, Numa Donzé, Karl Theophil Dick und Heinrich Müller. Die Künstler dieser als «Basels klassische Malergeneration» bezeichneten Gruppierung pflegten einen freundschaftlichen Austausch mit der 1918 gegründeten Basler Künstlergruppe «Das neue Leben» und mit der Künstlergruppe «Rot-Blau» und beeinflussten die Entwicklung der Basler Malerei nach der Jahrhundertwende bis in die 1920er-Jahre massgeblich.
Der grösste Teil von Aegerters Schaffen stammt aus der Phase des sozialen Realismus. Diese Werke stellte er 1926 in der Kunsthalle Bern zusammen mit Käthe Kollwitz, Dora Lauterburg, Hans Brasch, Friedrich Traffelet, Otto Séquin und Reinhold Rudolf Junghanns aus. Seine Bilder werden häufig mit denen von Edvard Munch verglichen.

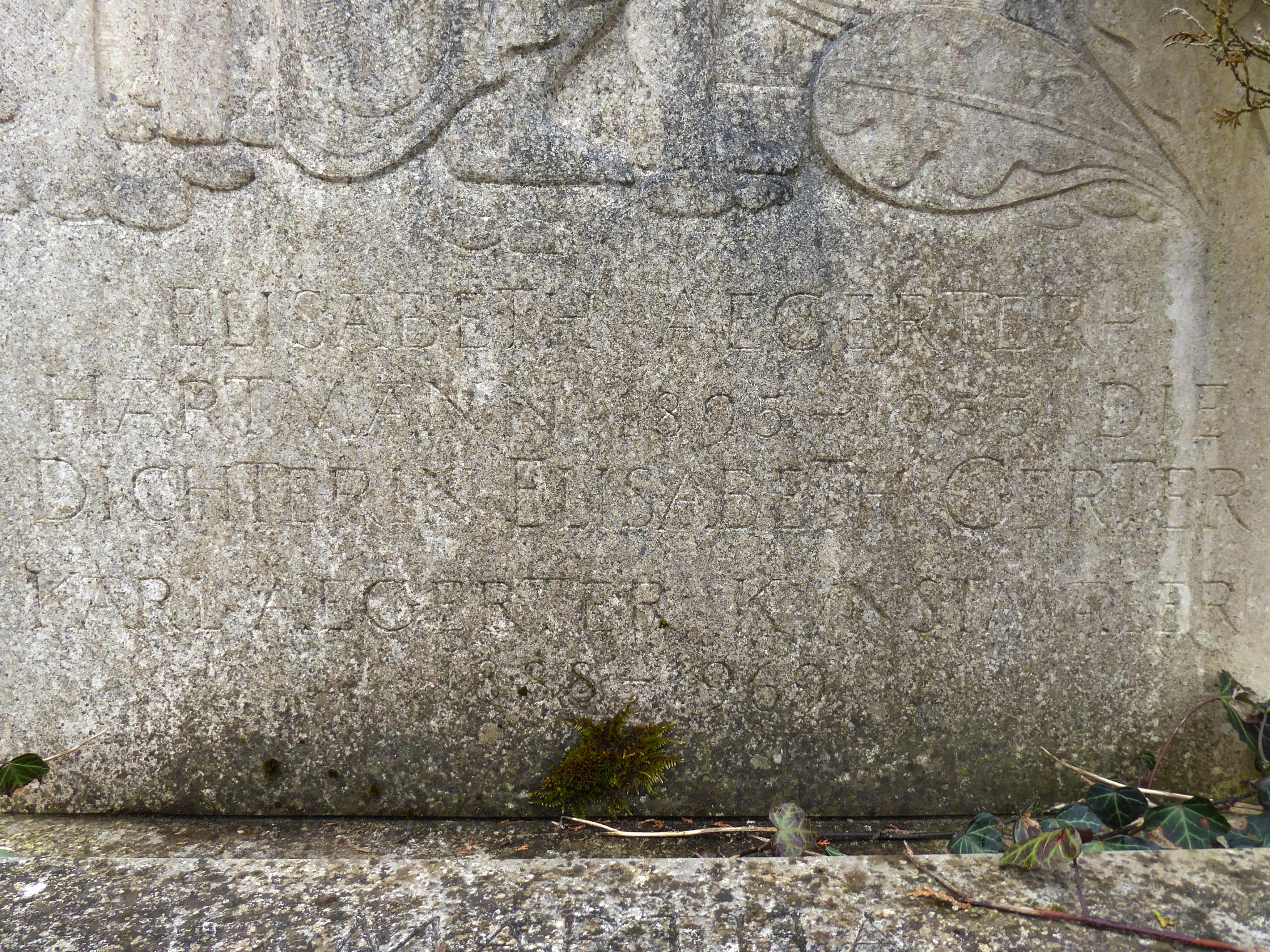
Grabinschrift. Friedhof am Hörnli.

Als Mitglied der Kommunistischen Partei Schweiz (KPS) Sektion Basel gab Aegerter 1926 seine künstlerische Tätigkeit auf, um sich als Parteisekretär zu engagieren. Als die KPS 1940 verboten wurde, wechselte Aegerter in die Sozialdemokratische Partei. Er war von 1932 bis 1941 Basler Grossrat, ab 1948 als Richter tätig. Zudem war er langjähriger Präsident der Sektion Basel der Gesellschaft Schweizerischer Maler und Bildhauer (GSAMBA).
Aegerter lernte 1926 Elisabeth Gerter kennen und heiratete sie 1932. Aegerter illustrierte ihre Werke, von denen viele in der Schweiz mit grossem Erfolg veröffentlicht wurden.
Aegerter lebte mit seiner Frau ab 1947 für längere Zeit in Borinage und hielt das herrschende Elend der Bergarbeiterfamilien in einem Bildzyklus fest. Diese Bilder gelten zusammen mit dem Gemäldezyklus Menschen von Heute aus den 1920er-Jahren als Aegerters Hauptwerk. Mit Ausnahme der Humanität wurden alle Wandbilder Aegerters in Basel und Umgebung in der Folge städtebaulicher Veränderungen zerstört. Aegerters Werke befinden sich in zahlreichen privaten und öffentlichen Sammlungen. So erwarb der Kunstkredit Basel-Stadt Werke von ihm. 
Als seine Frau 1955 starb, heiratete er Martha, geborene Buchser (1906–2000). Karl Aegerter fand seine letzte Ruhestätte auf dem Friedhof am Hörnli.

## Ausstellungen
- 1917: Königliche Akademie München, Wettbewerb List of Works held by Collections "Arbeiter"
- 1924: Grafik (August und Karl Aegerter), Galerie Richter, Dresden
- 1925: Gemälde (zus. mit August Aegerter, Hermann Geibel und 4 anderen Künstlern), Werdau
- 1925: Gemälde, Stadtmuseum Bautzen
- 1925: Gemälde, sächs. Kunstverein, Dresden
- 1926: Graph. Ausstellung: Käthe Kollwitz, K.A., Hans Brasch, Dora Lauterburg, R.R. Junghanns, Otto Séquin, Fritz Traffelet, Kunsthalle Bern
- 1926: Galerie Stegmeier, Biel
- 1927: Kunsthalle Bern, Weihnachtsausstellung
- 1941: Nationale Kunstausstellung, Luzern Jeweils Bilder an den Weihnachtsausstellungen des Basler Kunstvereins, 1937–1945. Malerei, Grafik (Figürliches, Landschaft und Porträt)
- 1943: Gruppenausstellungen (GSMBA, Sektion Basel), Mustermesse, Kunsthaus Zürich
- 1944: "Jüngere Basler Künstler", Kunsthalle Fälkli, Basel
- 1945: Gruppenausstellung "Engadiner Landschaften", Galerie Wolfsberg, Zürich
- 1945: Gruppenausstellung (GSMBA), Bern
- 1945: Gruppenausstellung (GSMBA, Sektion Basel), Kunsthaus Zürich
- 1947: Regionale Ausstellung des Schweiz. Kunstvereins, Kunstmuseum St. Gallen, Chur und Solothurn
- 1948: Gruppenausstellung, 5 Basler Maler, Kunsthalle Bern
- 1950: Jubiläumsausstellung Karl Aegerter, Jacques Düblin, Emil Knöll, Karl Moor, Walter Schneider, Kunsthalle Basel
- 1950: Gruppenausstellung, (XXII. GSMBA)
- 1953: Museum Allerheiligen, Schaffhausen
- 1959: Karl Aegerter/Niklaus Stoecklin, Kunsthalle Basel
- 1959: Kunstmuseum Luzern, "Moderne Wandmalerei in der Schweiz
- 1961: Ausstellung Alpiner Kunst, Thun
- 1965: Brüssel, "Les arts en Europe"
- 1997+1998: Galerie Laterne, Basel
- 2002: Karl Aegerter/Ruedi Pfirter, Galerie Laterne, Basel
- 2005: Galerie Laué, Avenches, Gruppenausstellung, "Maler des Menschlichen"
- 2007: Galerie Laterne, Basel
- 2008: Engadin aus malerischer Sicht, Galerie Curtins, St. Moritz (Gruppenausstellung zus. mit: Alioth, Max A.A., Giacometti, Alb., Giacometti, Silvio, Guidon, J., Heitz, Leni, Könz, Constant, und Emil Nolde, Peltenburg-Breschneff, Sigg, H.A., Vinzens, Ursina)